# Frans Nielsen
Frans Nielsen (* 24. April 1984 in Herning) ist ein ehemaliger dänischer Eishockeyspieler, der im Verlauf seiner aktiven Karriere zwischen 2000 und 2022 unter anderem 949 Spiele in der National Hockey League (NHL), wo er zwischen 2006 und 2021 zunächst zehn Jahre bei den New York Islanders tätig war und anschließend fünf Jahre lang für die Detroit Red Wings auflief. Zudem war der Center in seiner letzten Spielzeit für die Eisbären Berlin aus der Deutschen Eishockey Liga (DEL) aktiv, mit denen er zum Abschluss seiner Karriere die Deutsche Meisterschaft gewann. Seit 2025 ist er Mitglied der IIHF Hall of Fame.

## Karriere

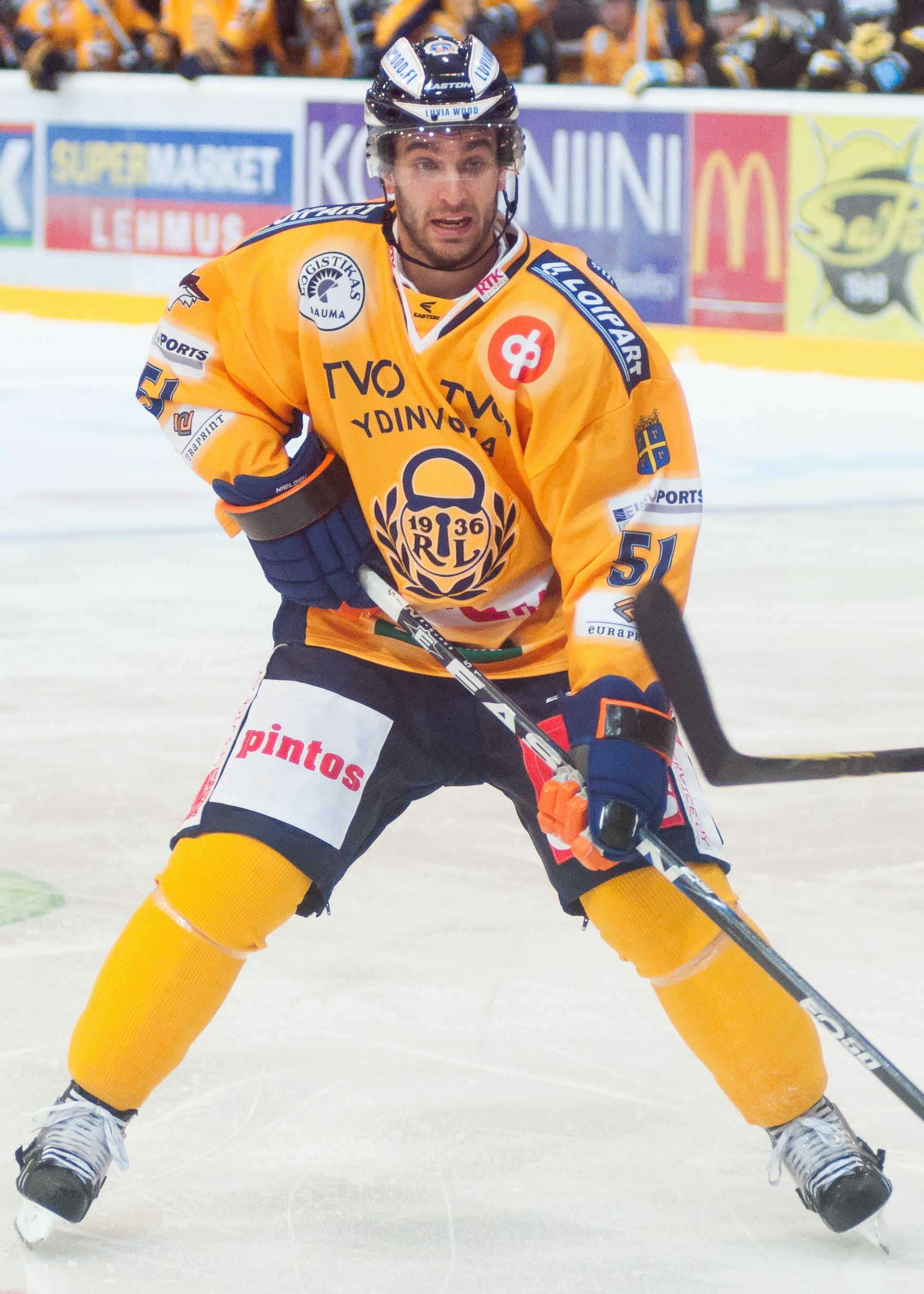
Nielsen im Trikot von Rauman Lukko

Nielsen begann seine Karriere als Eishockeyspieler in seiner Heimatstadt in der Nachwuchsabteilung der Herning Blue Fox, mit denen er in seiner ersten Profispielzeit in der Saison 2000/01 auf Anhieb Dänischer Meister wurde. Am Titelgewinn hatte der Angreifer mit 37 Scorerpunkten, darunter 18 Tore, in 38 Spielen maßgeblichen Anteil und wurde zum Rookie des Jahres der AL-Bank Ligaen ernannt. Daraufhin unterschrieb Nielsen im Sommer 2001 einen Vertrag bei den Malmö Redhawks, für die er die folgenden vier Jahre in der schwedischen Elitserien spielte. In dieser Zeit wurde er im NHL Entry Draft 2002 in der dritten Runde als insgesamt 87. Spieler von den New York Islanders ausgewählt. Zunächst spielte er jedoch weiter in Schweden für die Redhawks und in der Saison 2005/06 für Timrå IK.
In der Saison 2006/07 gab Nielsen sein Debüt in der National Hockey League für die Islanders, spielte jedoch den Großteil der Saison für deren Farmteam aus der American Hockey League, die Bridgeport Sound Tigers. Während er auch in seinem zweiten Jahr in Nordamerika hauptsächlich für Bridgeport in der AHL spielte, steht er seit der Saison 2008/09 ausschließlich für die New York Islanders in der NHL auf dem Eis und gehörte jeweils zu den Topscorern der Mannschaft. In der Saison 2010/11 war er erstmals Assistenzkapitän bei den Islanders. Den Lockout verbrachte er bei Rauman Lukko in Finnland.
Nach zehn Jahren bei den Islanders erhielt er nach der Saison 2015/16 keinen neuen Vertrag in New York. In der Folge unterzeichnete er im Juli 2016 als Free Agent einen Vertrag über sechs Jahre Laufzeit bei den Detroit Red Wings, der ihm ein Jahresgehalt von 5,25 Millionen US-Dollar einbringen sollte. Dieser wurde im Sommer 2021 ein Jahr vor Vertragsende vorzeitig aufgelöst. Im Oktober desselben Jahres schloss sich der Däne den Eisbären Berlin aus der Deutschen Eishockey Liga an. Mit seinem neuen Team gewann er die DEL-Hauptrunde 2021/22 und in den anschließenden Playoffs nach Siegen gegen die Kölner Haie, Adler Mannheim und EHC Red Bull München die deutsche Meisterschaft. Nielsen erreichte in insgesamt 45 Spielen 34 Scorerpunkte, davon 16 Tore.

### International
Für Dänemark nahm Nielsen im Juniorenbereich an den U18-Junioren-B-Weltmeisterschaften 2000, 2001 und 2002 sowie den U20-Junioren-C-Weltmeisterschaften 2001 und 2002 und den U20-Junioren-B-Weltmeisterschaften 2003 und 2004 teil. Im Seniorenbereich stand er im Aufgebot seines Landes bei der B-Weltmeisterschaft 2002 sowie den A-Weltmeisterschaften 2003, 2004, 2005, 2006, 2007, 2010, 2012, 2018 und 2022. Bei den Weltmeisterschaften 2007, 2010, 2012, 2018 und 2022 war er jeweils Assistenzkapitän seiner Mannschaft.
Außerdem vertrat er das Team Europa beim World Cup of Hockey 2016 und belegte dort mit der Mannschaft den zweiten Platz.

## Erfolge und Auszeichnungen
- 2001 Dänischer Meister mit den Herning Blue Fox
- 2001 AL-Bank Ligaen Rookie des Jahres
- 2017 Teilnahme am NHL All-Star Game
- 2022 Deutscher Meister mit den Eisbären Berlin

### International
| - 2002 Aufstieg in die Division I bei der U20-Junioren-Weltmeisterschaft der Division II - 2002 Aufstieg in die Top-Division bei der Weltmeisterschaft der Division I - 2004 Bester Torschütze der U20-Junioren-Weltmeisterschaft der Division I, Gruppe A | - 2004 Beste Plus/Minus-Bilanz der U20-Junioren-Weltmeisterschaft der Division I, Gruppe A (gemeinsam mit Thomas Mose) - 2016 Zweiter Platz beim World Cup of Hockey - 2025 Aufnahme in die IIHF Hall of Fame |

## Karrierestatistik

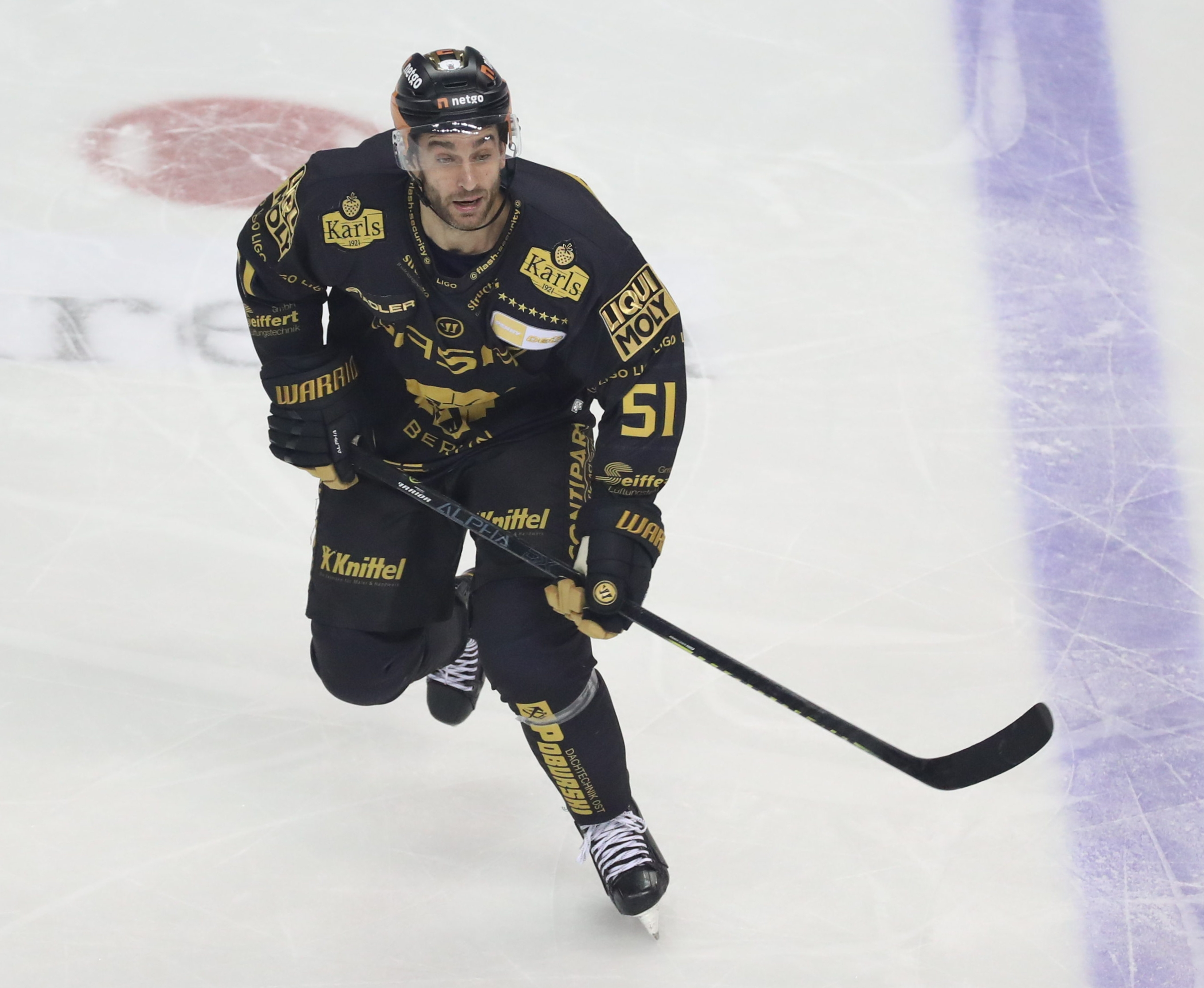
Nielsen im Trikot der Eisbären Berlin (2021)

### International
| Vertrat Dänemark bei: - U18-Junioren-B-Weltmeisterschaft 2000 - U18-Junioren-Weltmeisterschaft der Division I 2001 - U20-Junioren-Weltmeisterschaft der Division II 2001 - U18-Junioren-Weltmeisterschaft der Division I 2002 - U20-Junioren-Weltmeisterschaft der Division II 2002 - Weltmeisterschaft der Division I 2002 - U20-Junioren-Weltmeisterschaft der Division I 2003 - Weltmeisterschaft 2003 - U20-Junioren-Weltmeisterschaft der Division I 2004 - Weltmeisterschaft 2004 - Qualifikationsturnier für die Olympischen Winterspiele 2006 | - Weltmeisterschaft 2005 - Weltmeisterschaft 2006 - Weltmeisterschaft 2007 - Weltmeisterschaft 2010 - Weltmeisterschaft 2012 - Qualifikationsturnier für die Olympischen Winterspiele 2018 - Weltmeisterschaft 2018 - Qualifikationsturnier für die Olympischen Winterspiele 2022 - Olympischen Winterspielen 2022 - Weltmeisterschaft 2022 | Vertrat Team Europa bei: - World Cup of Hockey 2016 |

(Legende zur Spielerstatistik: Sp oder GP = absolvierte Spiele; T oder G = erzielte Tore; V oder A = erzielte Assists; Pkt oder Pts = erzielte Scorerpunkte; SM oder PIM = erhaltene Strafminuten; +/− = Plus/Minus-Bilanz; PP = erzielte Überzahltore; SH = erzielte Unterzahltore; GW = erzielte Siegtore; 1 Play-downs/Relegation; Kursiv: Statistik nicht vollständig)

## Familie
Sein Bruder Simon Nielsen ist ebenfalls ein professioneller Eishockeyspieler. Auch sein Vater Frits Nielsen war ein professioneller Eishockeyspieler und arbeitete anschließend als Eishockeytrainer.